# Liste der Biografien/Harw
Liste der Biografien |
Portal Biografien |
Personensuche
# |
A |
B |
C |
D |
E |
F |
G |
H |
I |
J |
K |
L |
M |
N |
O |
P |
Q |
R |
S |
T |
U |
V |
W |
X |
Y |
Z |
?
 
Ha |
Hd |
He |
Hi |
Hj |
Hk |
Hl |
Hm |
Hn |
Ho |
Hr |
Hs |
Ht |
Hu |
Hv |
Hw |
Hy
 
Haa |
Hab |
Hac |
Had |
Hae–Haf |
Hag |
Hah |
Hai |
Haj |
Hak |
Hal |
Ham |
Han |
Hao |
Hap |
Haq |
Har |
Has |
Hat |
Hau |
Hav |
Haw |
Hax |
Hay |
Haz
 
Hara |
Harb |
Harc |
Hard |
Hare |
Harf |
Harg |
Harh |
Hari |
Harj |
Hark |
Harl |
Harm |
Harn |
Haro |
Harp |
Harr |
Hars |
Hart |
Haru |
Harv |
Harw |
Harx |
Hary |
Harz
Die Liste der Biografien führt alle Personen auf, die in der deutschsprachigen Wikipedia einen Artikel haben. Dieses ist eine Teilliste mit 26 Einträgen von Personen, deren Namen mit den Buchstaben „Harw“ beginnt.

## Harw

### Harwa
- Harwaarden, Elisabeth van, niederländische Schriftstellerin
- Harwalik, Adolf (1908–1997), österreichischer Schulinspektor und Politiker (ÖVP), Abgeordneter zum Nationalrat
- Harwanegg, Volkmar (* 1944), österreichischer Politiker (SPÖ), Landtagsabgeordneter
- Harward, Hailey (* 1998), US-amerikanische Volleyball- und Beachvolleyballspielerin
- Harwardt, Mark (* 1979), deutscher Wirtschaftswissenschaftler

### Harwe
- Harweg, Roland (1934–2019), deutscher Sprachwissenschaftler, Germanist und Semiotiker
- Harwell, Steve (1967–2023), US-amerikanischer Singer-Songwriter und MusikerSteve Harwell (1967–2023)

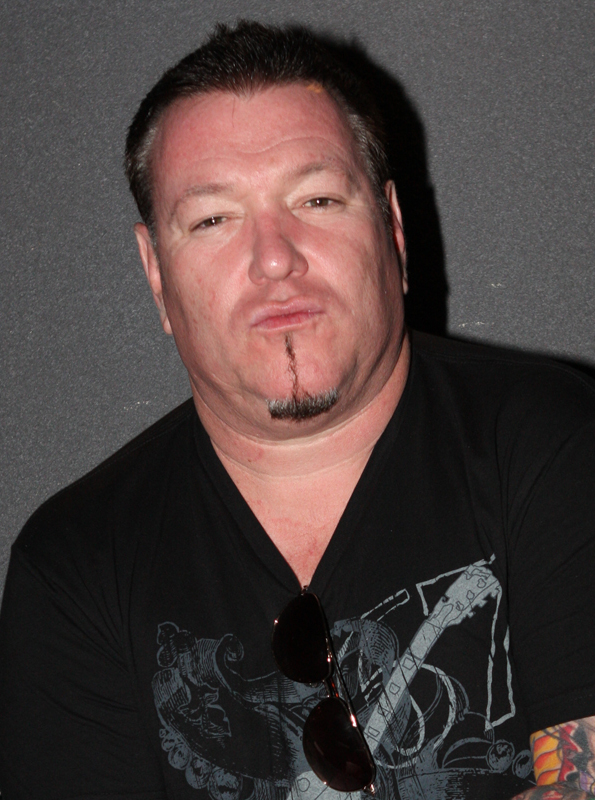
Steve Harwell (1967–2023)

- Harwennefer, Gegenpharao der Ptolemäerzeit
- Harwerth, Willi (1894–1982), deutscher Grafiker und Illustrator

### Harwi
- Harwicz, Ariana (* 1977), argentinische Schriftstellerin
- Harwit, Martin Otto (* 1931), US-amerikanischer Physiker und Astronom

### Harwo
- Harwood, Bruce (* 1963), kanadischer Schauspieler
- Harwood, Charles (1880–1950), US-amerikanischer Jurist und Politiker
- Harwood, Dax (* 1984), US-amerikanischer Wrestler
- Harwood, Elizabeth (1938–1990), britische Opernsängerin (Sopran)
- Harwood, Gwen (1920–1995), australische Dichterin und Librettistin
- Harwood, Henry (1888–1950), britischer Admiral
- Harwood, Johanna (* 1930), irische Drehbuchautorin
- Harwood, John (1893–1965), britischer Erfinder und Uhrmacher
- Harwood, Margaret (1885–1979), US-amerikanische Astronomin
- Harwood, Max, britischer Schauspieler
- Harwood, Rell (* 2001), US-amerikanische Freestyle-Skierin
- Harwood, Richard (* 1948), britischer Herausgeber der Zeitschrift Spearhead
- Harwood, Ronald (1934–2020), britischer Drehbuchautor, Filmproduzent, Theaterschauspieler, Schriftsteller und Dramatiker
- Harwood, Shuna (* 1940), britische Kostümbildnerin
- Harwood-Bellis, Taylor (* 2002), englischer Fußballspieler